# Iso Saitijärvi
Iso Saitijärvi är en sjö i Gällivare kommun i Lappland och ingår i Råneälvens huvudavrinningsområde. Sjön har en area på 0,262 kvadratkilometer och ligger 334 meter över havet.

## Delavrinningsområde
Iso Saitijärvi ingår i det delavrinningsområde (741165-172767) som SMHI kallar för Ovan Lautabäcken. Medelhöjden är 323 meter över havet och ytan är 25,11 kvadratkilometer. Räknas de 67 avrinningsområdena uppströms in blir den ackumulerade arean 1 128,99 kvadratkilometer. Avrinningsområdets utflöde Råneälven mynnar i havet. Avrinningsområdet består mestadels av skog (56 procent) och sankmarker (38 procent). Avrinningsområdet har 0,39 kvadratkilometer vattenytor vilket ger det en sjöprocent på 1,5 procent.